# Верле, Ларс Юхан
Ларс Юхан Ве́рле (швед. Lars Johan Werle; 23 июня 1926, Евле — 3 августа 2001, Гётеборг) — шведский композитор.

## Биография и творчество
В школьные годы самостоятельно изучил нотную грамоту, освоил игру на фортепиано, руководил джазовым ансамблем. В 1948-51 учился в Упсальском университете (среди учителей — основатель современного шведского музыковедения К.А. Моберг), в 1949-52 брал уроки полифонии и композиции у С.Э. Бека. В 1958-70 зав. редакцией камерных музыкальных программ на Шведском радио. С 1970 преподавал в Государственной школе музыкальной драмы (ныне Стокгольмский оперный колледж), с 1977 вёл класс композиции в Гётеборгской музыкальной академии. 
Международную известность Верле принесла сериальная пьеса «Пентаграмма» для струнного квартета, удостоенная в 1960 г. первой премии на Международном конкурсе композиторов «Гаудеамус» в Нидерландах. В сценическом наследии Верле наибольшим успехом пользовалась опера «Мечта о Терезе» (швед. Drömmen om Thérèse; по новелле Э. Золя «За ночь любви»). Впервые она была поставлена на сцене Шведской королевской оперы в Стокгольме (1964), позднее с успехом демонстрировалась на Эдинбургском фестивале (1974). В опере «Путешествие» (швед. Resan; Гамбург, 1969; по повести П.К. Ерсильда) использовал экспериментальный кинематографический приём флешбэк (в основе драматургии — контраст между повседневеной жизнью женщины из пригорода и фантастическим миром ментальных переживаний друга её детства). Среди других сочинений для музыкального театра — камерные оперы «Власть цветов» (Стокгольм, 1974, на пацифистскую тему) и «Сон в летнюю ночь» (Мальмё, 1985; по У. Шекспиру, с элементами джаза и рока).
Верле также автор балета «Зодиак» (1966) и балета с пением «Заря уже настала?» (швед. Är gryningen redan här?, 1980; на стихи провансальских трубадуров), многих вокально-симфонических, хоровых и камерных сочинений (популярна хоровая кантата «126-я канцона Петрарки», 1967, с мадригализмами в стиле К. Монтеверди), музыки для кинофильмов Ингмара Бергмана («Персона», 1966; «Час волка», 1968) и Альфа Шёберга («Ön», 1966).